# Myrmecina silvangula
Myrmecina silvangula là một loài kiến được Shattuck, S. O. phát hiện và mô tả vào năm 2009.